# Dragan Kosić
Dragan Kosić, czar. Драган Косић (ur. 15 lutego 1970) – czarnogórski szachista i trener szachowy, arcymistrz od 1995 roku.

## Kariera szachowa
W roku 1988 reprezentował barwy Jugosławii w mistrzostwach świata i Europy juniorów do lat 20. W 1990 wystąpił w rezerwowym zespole jugosłowiańskim na szachowej olimpiadzie w Nowym Sadzie. Wkrótce awansował do szerokiej czołówki szachistów jugosłowiańskich, następnie Serbii i Czarnogóry, a obecnie Czarnogóry. W 1992 podzielił w Banji Vrucicy I miejsce (wraz z Petarem Popoviciem i Aleksą Strikoviciem) w mistrzostwach Jugosławii, sukces ten powtarzając w roku 1994 w Tivacie (wraz z Milanem Vukiciem i Božidarem Ivanoviciem). W 1998 podzielił II miejsce (za Alexandre Lesiège, wraz z m.in. Jesusem Nogueirasem) w otwartym turnieju w Montrealu. W 2001 zajął II miejsce (za Farukiem Bistriciem) w Donji Vakufie, w 2002 podzielił II miejsce (za Petyrem Genowem) w Hercegu Novim oraz triumfował w Novim Bečeju, w 2003 podzielił I miejsce w Bijelim Polju, natomiast w 2007 zwyciężył (wraz z Danilo Milanoviciem) w Barze. W 2009 r. podzielił I m. (wspólnie z Peterem Michalíkiem) w Starej Pazovie.
Wielokrotnie zwyciężał w mistrzostwach Czarnogóry, w latach 2001, 2002 (wraz z Nikolą Sedlakiem i Dragišą Blagojeviciem), 2003 i 2005 (w obu przypadkach z Dragišą Blagojeviciem). 
Wielokrotnie reprezentował Jugosławię i Czarnogórę w turniejach drużynowych, m.in.:
- siedmiokrotnie na olimpiadach szachowych (w latach 1990, 1996, 2004, 2006, 2008, 2010, 2012)[2],
- sześciokrotnie na drużynowych mistrzostwach Europy (w latach 1992, 1999, 2007, 2009, 2011, 2013)[3],
- na drużynowych mistrzostwach Bałkanów (w roku 1994); medalista: wspólnie z drużyną – srebrny (1994)[4].

Najwyższy ranking w dotychczasowej karierze osiągnął 1 lipca 2002 r., z wynikiem 2542 punktów zajmował wówczas 4. miejsce wśród jugosłowiańskich szachistów.